# Peter Doherty (biologiste)
Pour les articles homonymes, voir Peter Doherty.
Peter C. Doherty, né le 15 octobre 1940 à Brisbane en Australie, est un chirurgien vétérinaire et biologiste australien. Il reçoit le prix Nobel de physiologie ou médecine en 1996 pour ses travaux sur le complexe majeur d'histocompatibilité.

## Biographie
Peter Doherty a fait ses études vétérinaires à l'université du Queensland où il obtient son diplôme en 1966 avant de partir faire une thèse de biologie en Écosse à l'Université d'Édimbourg dont il obtient une thèse en 1970. Il commence sa carrière de chercheur au John Curtin School of Medical Research de Canberra où il fera ses découvertes lui apportant le prix Nobel de physiologie ou médecine en 1996 conjointement avec Rolf Zinkernagel.
Il est professeur à la fois à l'University of Tennessee Health Science Center et à l'université de Melbourne.

## Apports scientifiques
Durant sa carrière de biologiste, il s'est principalement intéressé à l'immunologie et au système de défense immunitaire contre les virus.

## Prix et distinctions
- 1995 : corécipiendaire Prix Albert-Lasker pour la recherche médicale fondamentale
- 1996 : corécipiendaire du Prix Nobel de physiologie ou médecine avec Rolf M. Zinkernagel